# Dion Pereira
Dion Enrico Pereira Greives (ur. 25 marca 1999 w Watford) – piłkarz z Antigui i Barbudy, występujący na pozycji napastnika, w angielskim klubie FC Dag & Red do którego jest wypożyczony z Luton Town.